# Кристина Граовац
Кристина Граовац (дев. Георгијев; 14. август 1991) бивша је српска рукометашица која је играла на позицији голмана.

## Клупска каријера
Након почетка каријере у Србији, лета 2015. године је прешла у турски Ардешен, са којим је освојила национални куп 2016. На лето наредне године прешла је у Рапид из Букурешта. После само три одигране утакмице, раскинут је уговор на њен захтев и она се вратила у Ардешен у септембру 2017. године. У клубу је провела још једну сезону да би се након тога преселила у Муратпашу са којом је освојила куп Турске. У сезони 2020/21. је требало да се реализује њен трансфер у Данску, али је пропао због пандемије ковида 19. То је проузроковало њен трансфер у Бајер Леверкузен.
Током 2022. године постала је чланица Кишварде. На крају сезоне 2022/23. је завршила каријеру.

## Репрезентативна каријера
Наступала је за млађе селекције Србије и наступала на Европским првенствима за јуниоре. Тренутно је чланица сениорске репрезентације Србије.
Урош Брегар ју је уврстио у састав за СП 2021. Била је кључни играч утакмице првог кола у победи против Пољске са неколико битних одбрана међу којима су била два седмерца. Првенство је завршила међу голманима са највећим процентом одбрањених шутева.